# نیکلای باگالیوباف (بازیگر)
نیکلای ایوانوویچ باگالیوباف (روسی: Никола́й Ива́нович Боголю́бов؛ ‏ ۱۰ اکتبر ۱۸۹۹ – ۹ مارس ۱۹۸۰) بازیگر اهل کشور اتحاد جماهیر شوروی سوسیالیستی بود.
از فیلم‌ها یا برنامه‌های تلویزیونی که وی در آن نقش داشته‌است می‌توان به آزادی اشاره کرد.
وی همچنین برندهٔ جوایزی همچون هنرمند مردمی جمهوری شوروی فدراتیو سوسیالیستی روسیه و نشان لنین شده‌است.